# Winter (romanzo)
Winter è un romanzo di fantascienza per ragazzi, pubblicato nel 2015 e scritto dall'autrice americana Marissa Meyer e pubblicato da Macmillan Publishers attraverso la loro filiale Feiwel & Friends. È il quarto libro e la conclusione della serie delle Cronache Lunari e il seguito di Cress. La storia è liberamente ispirata alla fiaba di "Biancaneve", così come Cinder, Scarlet e Cress sono liberamente ispirate rispettivamente a Cenerentola, Cappuccetto Rosso e Raperonzolo. È stato considerato un romanzo bestseller da USA Today e dal Wall Street Journal In Italia è stato pubblicato nel 2017. In seguito è stata scritta una raccolta di racconti, sempre legati alle Cronache Lunari, intitolata Stars Above, e un romanzo su Levana, che rappresenta la Regina Cattiva di Biancaneve, Fairest. È stata pubblicata anche una graphic novel sui protagonisti: Wires and Nerves.

## Trama
A causa del rifiuto della Principessa Winter di usare il suo dono lunare, la capacità di manipolare quello che gli altri vedono e fanno, la ragazza ha contratto la malattia lunare, uno stato di insanità mentale che provoca occasionali allucinazioni. Nonostante abbia cicatrici sul suo viso (la Regina Levana l'ha fatta ferire da sola per sfigurarla), la Principessa Winter è conosciuta sia per la sua straordinaria bellezza che per la gentilezza che dimostra nei confronti della sua gente, tanto da essere molto amata dal popolo per quanto non abbia sangue reale dato che Levana è la sua matrigna. La sua relazione con Levana è molto tesa, e la ragazza è tenuta in vita solo grazie ad una vecchia promessa fatta dalla Regina al padre di Winter in punto di morte, di cui pareva essere innamorata. Infatti la madre di Winter, una sarta, è morta dandola alla luce e in seguito suo padre si è risposato con la Regina Levana per poi venire ucciso da un taumaturgo quando era ancora una ragazzina. Winter, che ora ha diciassette anni, è segretamente innamorata del suo amico d'infanzia Jacin Clay, che è una guardia reale. I due sono cresciuti insieme in quanto i loro padri erano entrambe guardie reali e molto amici. Si sta prendendo cura di Scarlet che è ancora imprigionata, dato che la considera una sua amica. Le rivela infatti che oltre a Jacin, i suoi unici amici sono gli animali in quanto l'altra sua preziosa amica, la cugina (anche se non di sangue) Selene, è morta da piccola.
Nel frattempo, Thorne ha recuperato la vista e il principe Kai è stato rimandato sulla Terra dopo essere stato rapito e reclutato da Cinder e ora collabora al loro piano per rovesciare la regina Levana. Kai riesce a convincere la donna a sposarsi sulla Luna così che Cinder possa infiltrarsi nella sua navicella spaziale, sbarcare sulla Luna e far partire la rivoluzione. Una volta atterrati però la Regina Levana, che aveva intuito il piano, cerca di catturarli, e l'equipaggio riesce a malapena a fuggire e sono costretti a lasciare indietro Cress mentre lei si assicura la loro fuga hackerando i sistemi di sicurezza. Cress si nasconde dietro una cassa e viene vista da Winter che riesce a farla nascondere. In seguito è Jacin a riconoscerla e il ragazzo promette a Winter di prendersene cura e la nasconde nella sua stanza. Rivela anche a Winter che in realtà sua cugina Selene è viva e che ora si fa chiamare Cinder.
Jacin intanto è riuscito a non venire condannato a morte dalla Regina Levana una volta ricondotto sulla Luna (era stato accusato di aver aiutato Cinder nel periodo in cui era stato nella navicella con loro) offrendole informazioni sul dispositivo del padre adottivo di Cinder che permette di bloccare i poteri dei Lunari. Viene però severamente punito per poi tornare al servizio come guardia personale di Winter. Il ragazzo inoltre scopre che Scarlet è sotto le cure di Winter e il ragazzo, attraverso la principessa, avvisa la rossa che il suo equipaggio la sta cercando. Quando Winter però rifiuta di sposare il nuovo capo taumaturgo, Aimery, Levana crede che la ragazza non le sia più utile. Così la regina ordina a Jacin di uccidere Winter che le dà appuntamento nel suo "zoo" personale. Le spiega gli ordini della regina, bacia Winter, e poi pugnala l'animale domestico preferito della ragazza, un lupo di nome Ryu, in modo che Winter possa scappare illesa con Scarlet e la regina Levana possa credere che sia morta. Cress, che ha disattivato le telecamere del luogo per permettere l'imbroglio, aveva programmato di andare con Winter e Scarlet ma si rende conto che sarà più utile ai suoi amici da lì. Cress, attraverso Jacin, suggerisce a Scarlet e Winter di recarsi al settore RM9, quello della famiglia di Wolf e dove il loro equipaggio ha in mente di rifugiarsi. Le due ragazze riescono così a fuggire non prima che Cress lasci loro anche un dispositivo informatico per far partire il video di Cinder, registrato precedentemente e da trasmettere in tutti i settori per esortarli alla ribellione, così che i suoi amici possano far circolare il filmato anche senza il suo aiuto.
Intanto Cinder, Thorne, Iko e Wolf sono arrivati al settore RM9 e si sono rifugiati da Maha, la madre di Wolf. Ad un certo punto Wolf sente l'odore di Scarlet, arrivata lì con Winter, e il gruppo si riunisce scoprendo anche che Cress è sopravvissuta. Cinder fa la conoscenza di Winter di cui purtroppo non ha ricordi. Cinder inoltre utilizza il programma creato da Cress per hackerare tutti i settori in modo che possano vedere il video in cui lei proclama di essere la principessa Selene e chiede alle persone di diventare il suo esercito. Quando il settore RM9 inizia a ribellarsi alle guardie, con l'intenzione di ucciderle, Cinder corre fuori per fermarle dicendo alla popolazione che non vuole che diventano assassini come Levana. Ciò permette però alla Regina di trovarla, e invia le sue guardie e i taumaturghi al settore RM9 e questi iniziano ad uccidere i civili. Allora Cinder si arrende, Wolf viene catturato con lei e Maha viene assassinata da Aimery. Winter e Iko, vengono attaccate a casa di Maha e aiutate dalla guardia reale Kinney, che decide di proteggere Winter una volta scoperto che è viva. Kinney torna allora a palazzo fingendo di non aver visto Winter viva ma avvisa Jacin che il taumaturgo Aimery sta facendo delle ricerche in merito e che presto potrebbe scoprire la verità. Jacin e Cress allora scappano dal palazzo.
Nel frattempo Thorne e Scarlet, che sono riusciti a scappare, raggiungono Winter e Iko ma il gruppo si separa nuovamente: Scarlet e Winter entrano nei tunnel sotterranei per trovare i soldati ibridi-lupo, per convincerli ad unirsi alla ribellione di Cinder, mentre il Capitano Thorne e Iko cercano di avvicinarsi al palazzo per liberare Cinder e Wolf, ricongiungendosi con Jacin e Cress. Kai, finora tenuto prigioniero nelle sue camere insieme agli altri politici terrestri, riceve il dito robotico di Cinder proprio prima del matrimonio come regalo di nozze, così che si tormenti sulle condizioni di Cinder.
Il matrimonio di Levana e Kai si svolge senza interruzione, anche se Kai prende un paio di forbici e cerca di pugnalare Levana, ferendole il braccio, affermando che non sarà controllato e non si sottometterà. È contento di vedere che può essere ferita. Alla cena di nozze, l'intrattenimento consiste nel processo di Pearl, Adri e Cinder (Pearl e Adri sono state portate sulla Luna per aver "aiutato" Cinder a rapire Kai nel libro Cress dato che per intrufolarsi nel palazzo hanno usato i loro biglietti rubati). Levana è in realtà interessata all'invenzione di Garan, sebbene Adri non sappia nulla. Decide di tenerle come animali domestici per i lunari. Durante il "processo" di Cinder, la ragazza asseconda le informazioni che le vengono dal suo occhio cyborg e decide di registrare Levana senza il suo fascino. Levana sembra avere un lato del viso e di una mano pieno di bruciature e il suo labbro da un lato pende. Cinder annuncia alle persone presenti in stanza che in realtà è la principessa Selene e che Levana è un'impostora e una traditrice della corona in quanto ha tentato di ucciderla da piccola. Levana perde il controllo delle guardie per un secondo e Cinder ne approfitta passandole sotto il suo controllo. Nella battaglia, che è trasmessa su tutta la Luna in quanto il processo di Cinder e la sua morte dovevano essere visti da tutto il popolo (in quanto diversi settori si stanno ribellando alla regina), i taumaturghi presenti nella stanza muoiono mentre la maggior parte delle guardie controllate da Cinder vengono uccise dagli ibridi-lupo a servizio di Levana. Cinder, per salvarsi, si tuffa dalla torre nel lago. I suoi sistemi cibernetici vengono danneggiati dall'acqua e lei quasi annega ma viene salvata da Thorne e Jacin che, avendo assistito alle riprese e avendola vista saltare in acqua, erano corsi in suo soccorso. Levana, nel tentativo di sedare la rivolta, annuncia che Cinder è morta mostrando un corpo finto.
Nel frattempo Scarlet e Winter trovano i soldati-lupo e riescono a malapena a convincerli a non mangiarle. Quando i taumaturghi di Levana arrivano, allertati dalla presenza di Winter, fanno delle mosse sbagliate insultando i soldati e vengono tutti uccisi. I soldati, sotto il comando dell'Alfa Strom, decidono allora di unirsi a Winter e Scarlet e di tornare in superficie per combattere. Si ritrovano nel settore LW-12, quello della produzione del legname e qui iniziano ad addestrare i civili che si sono ribellati. Nel frattempo una vecchia donna, che in realtà è Levana in incognito, scoperto che Winter è sopravvissuta, si presenta alla principessa e le offre un dolce simile ad una mela. Tuttavia, la mela contiene il ceppo mutato della letumosi (attualmente la piaga più grave e incurabile della terra, in questo caso capace di colpire anche i lunari). Dopo che Scarlet la trova e cerca di aiutarla, anche lei viene infettata. Anche molti soldati e civili vengono infettati semplicemente stando loro intorno. Winter intanto viene deposta in una vasca per il coma indotto, una teca di vetro che rallenterà il progredire della malattia, e viene portata al centro del settore così che tutti i civili che la amano possano vederla e ricordarsi per cosa combattono.
Wolf, ancora nelle mani di Levana, si sveglia dopo essere stato trasformato da operativo speciale (quindi solo con una mutazione leggera) in un vero e proprio ibrido-lupo. La sua memoria sembra essere stata manomessa e ha solo vaghi ricordi di Scarlet. Diviene la guardia di Levana per la cerimonia di incoronazione in cui Kai verrà nominato re della Luna (anche se è un titolo solo di rappresentanza e non effettivo) mentre Levana Imperatrice del Commonwealth Orientale.
Prima della cerimonia di incoronazione della donna, Cinder, Jacin e Iko irrompono nei laboratori che ospitano tutti i Gusci in stato comatoso (in realtà non erano stati uccisi da bambini ma usati per trovare un antidoto alla letumosi), per rubare la cura, una volta venuti a conoscenza di un settore completamente in quarantena per via della malattia e avendo visualizzato in esso una ripresa di Winter nella teca. Iko distrae un taumaturgo e le guardie in modo che Jacin e Cinder possano uscire con le fiale. Le trasportano fino al settore LW-12 e distribuiscono le cure a Scarlet e a tutti gli altri civili. Jacin tira fuori Winter dalla vasca, ricoperta dai lunari di fiori per omaggiarla, per darle la cura e la ragazza guarisce.
Cress e Thorne nel frattempo si vestono da lunari e vanno alla festa dell'incoronazione a palazzo. Thorne viene però manipolato da una lunare che gli strappa un bacio e un "ti amo". Cress, nonostante sia conscia della manipolazione, ha il cuore spezzato e ammette la sua frustrazione a Thorne, accusandolo di aver corteggiato tutte le ragazze tranne lei, come se non la considerasse davvero una donna. Ma quando lei cerca di cambiare discorso lui all'improvviso la bacia. Quando Cress gli sottolinea che non vuole essere semplicemente un'ennesima conquista,  lui le spiega che la lunare che l'aveva affascinato aveva preso le sembianze di Cress, e quindi lui credeva di baciare lei. Vengono però interrotti da delle guardie reali. I due tentano la fuga e si separano e Thorne viene catturato. Cress continua la ricerca del Centro di sicurezza perché deve trasmettere il video che hanno recuperato dalla memoria cibernetica di Cinder in cui si vede il vero aspetto della regina Levana. Riesce a trovare Kai, che ancora non ha preso parte alla cerimonia di incoronazione, e la aiuta ad accedere al Centro di sicurezza, per poi tornare da Levana per non farle destare sospetti. Cress carica la registrazione di Cinder e inoltre sblocca i settori ribelli che erano stati confinati, permettendo ora loro di poter raggiungere il palazzo e ribellarsi.
Jacin e Winter, con uno speeder, vanno di settore in settore per radunare i ribelli. Cinder, insieme a Scarlet, dà intanto inizio alla rivoluzione conducendo gli ibridi-lupo dell'Alfa Strom e i civili del settore LW-12 ai piedi del palazzo. Levana è stata appena incoronata imperatrice quando Wolf all'improvviso la attacca dopo che un primo messaggio di Cinder, che si dichiara ancora viva, distrae tutti. Wolf però viene tenuto sotto il controllo mentale della regina per fungerle da guardia e da scudo. Scendono alle porte per incontrare Cinder e il popolo. Cinder viene sconfitta rapidamente in quanto il suo cervello da cyborg non funziona bene da quando è caduta in acqua e non può combattere il controllo mentale di Levana. Iko, che era riuscita a scappare, spara alla regina, che però usa Wolf come scudo e lo ferisce. Ma quando il video con il vero aspetto della regina viene mandato in onda, la donna perde il controllo dei suoi uomini e si rifugia all'interno del palazzo.
Cress viene trovata nel Centro di sicurezza e la ragazza offre alla guardia e al tecnico la possibilità di cambiare posizione e di unirsi alla ribellione, convincendoli quando vengono rilevate le navi di Kai, con delle bombe in grado di distruggere le cupole. Il ragazzo infatti le aveva di nascosto richiamate dalla Terra per minacciare la Luna (distrutte le cupole, la mancanza di ossigeno avrebbe ucciso tutti coloro che si trovavano al suo interno). Kai intanto, con la stessa minaccia, convince alcuni nobili Lunari presenti alla cerimonia e rimasti chiusi all'interno del palazzo, ad aiutare i Terrestri a fuggire verso i porti proprio per evitare il bombardamento e a lui si uniscono anche Iko e Kinney mentre Cinder si separa da loro e va a cercare Levana.
Aimery nel frattempo attacca Jacin e Winter, e la ragazza, controllata dal taumaturgo, è quasi costretta a strangolare Jacin. A questo punto, avendo notato Scarlet e Wolf, nel frattempo riunitisi, usa per la prima volta dopo anni il suo potere lunare e controlla Scarlet per costringerla a pugnalare più volte Aimery fino ad ucciderlo. L'orrore della scena però manda Winter in crisi e cade a terra priva di sensi tra le braccia di Jacin.
Cinder trova Levana nella sala del trono. Con lei c'è Thorne, legato e tenuto sotto il controllo mentale della regina nei pressi del baratro sotto il quale c'è il lago, minacciandola di gettarlo di sotto. Levana e Cinder iniziano a parlare e la Regina le spiega che il suo volto è sfigurato perché sua sorella maggiore, e madre di Cinder, Channary, le aveva dato fuoco da bambina dato che amava tormentarla con il suo potere lunare. Chiede poi a Cinder di rinunciare al trono e fa saltare Thorne nel lago, ma Cinder riesce a riprenderlo all'ultimo momento. Ma il ragazzo, controllato da Levana, lotta con lei e dopo averla ferita con un pugnale, cerca anche di spararle. Arriva però Cress che spara alla sua mano ma in risposta, sempre controllato da Levana, Thorne pugnala Cress. Arrivano Scarlet e Wolf, ma anche Scarlet viene controllata da Levana e Cinder è costretta a metterla fuori gioco. Wolf si precipita in suo aiuto e, poiché è l'unico che non può essere controllato, soccorre Scarlet e Cress. Levana e Cinder continuano a fronteggiarsi. Levana finge di pentirsi per poi accoltellare Cinder al cuore e la cyborg a sua volta le spara. Levana muore, mentre Cinder sopravvive perché una parte del suo cuore è artificiale.
Una volta ripresa e sistemato il suo sistema cibernetico precedentemente danneggiato, Cinder ha un incontro con gli altri governanti terrestri e pone le sue condizioni per accettare un trattato di pace con la Terra. Per lo più chiede che i cyborg e gli umani vengano trattati allo stesso modo e che Thorne venga perdonato dai crimini di furto commessi in passato e che venga designato a lui e al suo equipaggio il compito di distribuire la cura della letumosi sulla Terra. Cinder inoltre rivela l'invenzione del suo defunto padrino Garan e spiega che in realtà il progetto non è andato perso ma che l'uomo lo aveva nascosto all'interno di Iko. Una volta sviluppato il dispositivo, qualsiasi lunare o terrestre che vorrà potrà essere libero di farselo impiantare. I lunari così non impazziranno se non vorranno utilizzare i loro poteri e allo stesso tempo i terrestri saranno liberi dalla loro influenza.
Intanto le varie coppie risolvono i loro problemi in sospeso: Scarlet spiega a Wolf che la sua completa trasformazione in ibrido non ha cambiato le cose tra di loro e che è ancora valido l'invito ad andare a vivere con lei nella sua fattoria, dopo aver aiutato a distribuire l'antidoto alla letumosi; Cress, che è stata curata dalle ferite riportate, si chiarisce con Thorne (che ha perso due dita). Il ragazzo le dichiara il suo amore e le chiede di rimanere con lui sulla Rampion per distribuire l'antidoto e, una volta concluso il lavoro, di girare il mondo insieme. La ragazza accetta. Jacin, ai piedi di Winter che ancora non si sveglia dopo lo shock subito (e per aver utilizzato così intensamente il suo potere dopo tanto tempo), le rivela il suo amore e la bacia. La ragazza si risveglia. In seguito rivela a Jacin che Cinder le ha chiesto di diventare la sua nuova ambasciatrice e Jacin decide di seguirla. Inoltre la ragazza vuole essere la prima cavia a farsi installare il dispositivo di Garan, per interrompere il decorso della sua pazzia dovuta al non utilizzo dei poteri lunari. Nel frattempo tutti insieme partecipano e festeggiano l'incoronazione di Cinder come Regina della Luna.
Nel capitolo finale, vicino al dove Cinder è quasi morta, la ragazza rivela a Kai che in realtà ha deciso di fare della Luna una Repubblica in modo che non ci sarà mai più un altro sovrano come Levana. Kai le suggerisce di trasferirsi nel suo palazzo una volta abdicato, per mostrare che i Lunari e la Terra possono vivere insieme pacificamente. Il libro termina con Kai che, porgendole il vecchio piccolo piede da cyborg della ragazza (che Kai aveva conservato) chiede a Cinder se un giorno, considererebbe la possibilità di diventare l'Imperatrice del Commonwealth Orientale. Cinder gli dice che terrà in considerazione la proposta e lascia cadere nel lago il piccolo piede artificiale mentre i due si abbracciano sorridenti.

## Personaggi
- Principessa Winter Hayle-Blackburn: non ha sangue reale ma le è stato dato il titolo di principessa in quanto figliastra della Regina Levana. La donna l'ha fatto sfregiare quando aveva tredici anni perché considerata più bella di lei. È diventata leggermente pazza perché si rifiuta di usare i suoi poteri lunari da quando aveva dodici anni. Ha 17 anni, ha la pelle scura, labbra rosse, occhi marroni-dorati e un po' di grigio intorno alle pupille i capelli neri e ricci.
- Jacin Clay: il pilota e la guardia reale al servizio di Sybil Mira. Si unisce al gruppo di Cinder per poi tradirli per tornare dalla Principessa Winter di cui lui è innamorato e che vuole proteggere a qualsiasi costo. Ha 19 anni, i capelli biondi lisci e gli occhi blu-grigi. Riveste il ruolo del Cacciatore, quando uccide il lupo Ryuk per far credere a Levana di aver ucciso Winter, e del Principe, quando risveglia la ragazza dalla vasca del coma indotto e dopo essere svenuta per aver usato il dono lunare dopo anni di soppressione del potere.
- Linh Cinder/ Selene Blackburn: una giovane Lunare, cyborg e meccanico. È la protagonista di Cronache Lunari. Ha 16 anni (per millesimo 17). Si è scoperto essere l'erede perduta, la Principessa Selene, la legittima erede al trono della Luna e la nipote della Regina Levana. Alla fine del romanzo viene incoronata regina della Luna, ma è sua intenzione abdicare e proclamare libere elezioni per far diventare la Luna una repubblica dopo aver sistemato gli errori compiuti dai suoi antenati.
- Imperatore Kaito: Principe Ereditario del Commonwealth Orientale. Ha 18 anni. È fidanzato con la Regina Levana ma è innamorata di Cinder e decide di sposare Levana solo per salvare il suo popolo dalla letumosi.
- Crescent Moon Darnel: conosciuta come Cress. Ha sedici anni ed è imprigionata, all'inizio della storia, in un satellite lunare sotto gli ordini della taumaturga Sybil Mira. Ha lunghi capelli biondi, che durante il libro le vengono tagliati da Thorne, e occhi azzurri. È piccola di statura, minuta e una carnagione pallida. Da tempo ha una cotta virtuale per Thorne che aumenta dal momento in cui lo incontra e si unisce all'equipaggio. È estremamente dotata nel campo della programmazione e dell'hackeraggio. Essendo però vissuta imprigionata tutta la sua vita è molto ingenua e estremamente romantica e sognatrice.
- Carswell Thorne: ha 20 anni, è castano e ha gli occhi azzurri. Si fa chiamare Capitano anche se è solo un ex cadetto. È un cittadino della Repubblica Americana. È ricercato da diversi stati per dei crimini commessi tra cui, l'ultimo, essere evaso con Cinder nel secondo romanzo (Scarlet). Dopo essere stato cieco per tutta la durata del terzo romanzo ha riacquistato completamente la vista e si innamora sempre più di Cress, anche se crede di non essere degno di lei.
- Scarlet Benoit: la protagonista del romanzo scarlet che si è unita a Cinder, Wolf, Thorne e, in seguito, Cress per fermare il matrimonio tra la Regina Levana e l'Imperatore Kai. È rossa e riccia, ha gli occhi marroni, è formosa e ha 18 anni. è Lunare per un quarto e non è nata col dono lunare.
- Ze'ev Kesley: conosciuto come Wolf, ha 23 anni ed è un agente speciale lunare modificato geneticamente ed ha una storia d'amore con Scarlet. È bruno e ha gli occhi verdi. sottoposto ad unlteriori mutazioni genetiche nel corso del romanzo diventa un vero e proprio ibrido uomo-lupo e sottoposto a lavaggio del cervello, ma l'amore per Scarlet riesce a resistere e lo riporta alla ragione.
- Maha Kesley: è la madre di Wolf. Vive nel settore minerario RM9 e aiuta Cinder e il figlio nella ribellione.
- Aimery: il nuovo capo taumaturgo a servizio di Levana. Da sempre ha una insana attrazione per Winter. È la spalla destra della Regina e disposto a fare tutto per lei.
- Iko: l'androide amica di Cinder e una delle sue poche amiche. Dopo essere stata installata come pilota automatico della Rampion, la navicella spaziale di Thorne, le viene dato un corpo femminile da Thorne che lei adora.
- Regina Levana Blackburn: la crudele regina della Luna, la colonia lunare. Per ottenere il potere non si fa scrupoli ad utilizzare tattiche terroristiche e genocidi. È parzialmente responsabile dell'esistenza della peste sulla Terra poiché molti dei suoi sudditi sono scappati dalla Luna per sfuggire alla sua influenza, portando così la malattia sulla Terra. In realtà poi si è scoperto che la letumosi è stata creata in laboratorio proprio dai monarchi lunari per contagiare e piegare la Terra, per poi conquistarla. Usa un forte fascino per apparire straordinariamente bella e per costringere le persone a seguire i suoi ordini. Ha più o meno 34 anni.
- Linh Pearl: Figlia diciassettenne di Adri e Garan e sorella maggiore di Peony. Spesso tratta male Cinder, la sua sorellastra.
- Linh Adri: La matrigna crudele di Cinder, che crede che i cyborg sono mutanti non umani incapaci di provare emozioni. Regolarmente maltratta Cinder e la incolpa di tutto ciò che non va nella sua vita.
- Linh Garan: marito di Adri e padre di Pearl e Peony. È colui che ha adottato Cinder ma è morto di peste poco dopo. Era un inventore e ha creato il dispositivo inserito nel corpo di Cinder e di Michelle Benoit. Ha inserito i dati inerenti al suo progetto all'interno di Iko.

## Sviluppo
La Meyer ha impiegato due anni per completare Winter e a volte ha pensato che "non avrei mai finito" e che "sarei rimasta bloccata in questo libro per il resto della mia vita". Parte della ragione di ciò era dovuta al fatto che la Meyer ha messo da parte il libro mentre lavorava al romanzo Fairest, su cui voleva lavorare per sviluppare ulteriormente il personaggio di Levana.
Mentre inizialmente il personaggio di Winter doveva assomigliare fisicamente alla tipica immagine di Biancaneve, ha scelto poi di renderla di colore dopo aver visto una foto di una "bellissima modella nera che mordeva una mela rossa" e ha pensato "È lei! Questa è la mia principessa! "

## Critica
La ricezione critica del romanzo è stata positiva e Winter ha ricevuto recensioni positive dal School Library Journal e dal Publishers Weekly. Booklist ha dato a Winter una recensione favorevole, lodando la Meyer per aver inserito "riferimenti abbastanza velati alle storie originali per stimolare i collegamenti intellettuali ed emotivi."